# Rimani così
Rimani così è il quarto singolo estratto dall'album Il giardino delle api di Marco Masini, scritto con Giuseppe Dati e Goffredo Orlandi. È dedicato a Romina Contiero, fidanzata di Masini dal 2001 al 2005.
Nel singolo è presente la sigla dell'anime giapponese Shaman King, andato in onda su Italia 1 nell'autunno 2005, scritta e interpretata da Masini.

## Tracce
1. Rimani così – 3:52
2. Shaman King – 2:59